# Slievecallan
Slievecallan är ett berg i republiken Irland.   Det ligger i grevskapet An Clár och provinsen Munster, i den centrala delen av landet, 210 km väster om huvudstaden Dublin. Toppen på Slievecallan är 391 meter över havet.
Terrängen runt Slievecallan är platt åt sydost, men åt nordväst är den kuperad. Slievecallan är den högsta punkten i trakten. Runt Slievecallan är det glesbefolkat, med 15 invånare per kvadratkilometer. Närmaste större samhälle är Ennis, 18,9 km öster om Slievecallan. Trakten runt Slievecallan består i huvudsak av gräsmarker.